# Gastronomía de Japón

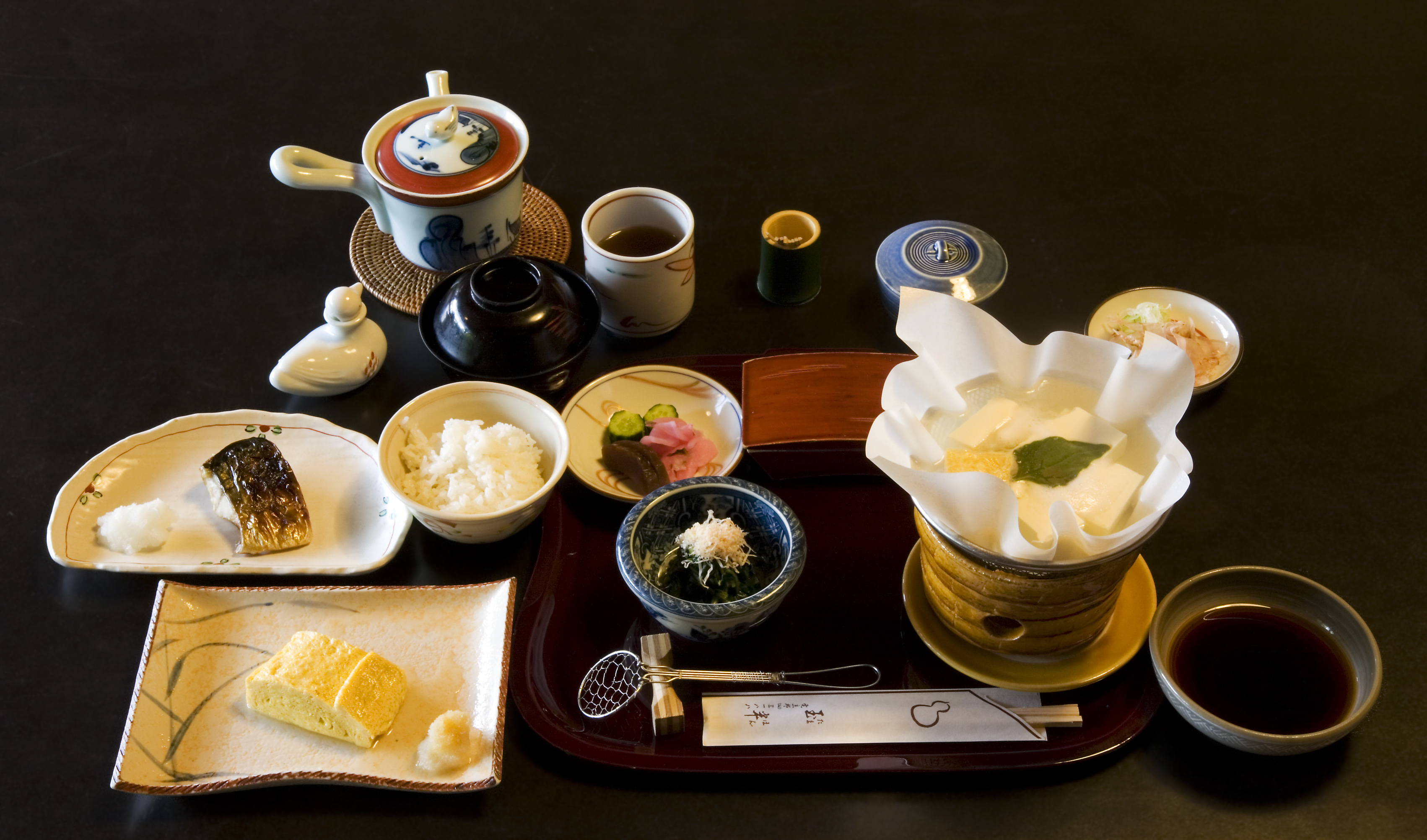
Platos kaiseki.

La gastronomía de Japón como cocina nacional ha evolucionado, a través de los siglos, a causa de muchos cambios políticos, sociales y de recursos, comenzando por la Edad Antigua, en la que la mayoría de la cocina estaba influenciada por la cultura china. Finalmente, la cocina cambió con el advenimiento de la Edad Media que marcó el comienzo de un abandono del elitismo con la normativa del shogunato. Al principio de la Edad Moderna tuvieron lugar grandes cambios que introdujeron en Japón la cultura occidental. 
El concepto moderno de «comida japonesa» (日本料理, nihon ryōri; o 和食, washoku) se refiere a dicha comida al estilo tradicional, similar a la que existía antes del final del aislamiento nacional de 1868. En un sentido más amplio de la palabra, podrían incluirse también alimentos cuyos ingredientes o modos de cocinarlos fueron introducidos, posteriormente, del extranjero, pero han sido desarrollados por japoneses que los han hecho suyos. La comida japonesa es conocida por su énfasis en la estacionalidad de los alimentos (旬, shun), calidad y presentación de sus ingredientes.
Hay muchas opiniones sobre qué es fundamental en la cocina japonesa. Muchos piensan que el sushi o las comidas elegantes estilizadas del formal kaiseki se originaron como parte de la ceremonia del té japonesa. Muchos japoneses, sin embargo, piensan en la comida cotidiana de la gente japonesa, en especial la que existió antes del final de la Era Meiji (1868 - 1912) o antes de la Segunda Guerra Mundial. Pocos japoneses urbanos modernos conocen su gastronomía tradicional.
En 2011, Japón superó a Francia al convertirse en el país con más restaurantes en tener 3 estrella Michelin; así como en el 2018, la capital Tokio ha mantenido el título de la ciudad con más restaurantes de 3 estrellas en el mundo. En 2013, la cocina japonesa fue agregada a la lista de patrimonios culturales inmaterial de la UNESCO.

## Comida doméstica
La cocina tradicional japonesa está dominada por el arroz blanco. El arroz blanco suele usarse como acompañamiento para todas las comidas para acompañar al plato principal. Un desayuno japonés tradicional, consiste en una sopa de miso (miso shiru), arroz, y un vegetal encurtido. La comida más común, sin embargo, se llama ichijū-sansai ("una sopa, tres platillos secundarios") con una técnica de preparación diferente para cada uno. Los tres platillos secundarios son normalmente pescado crudo (sashimi), un platillo a la parrilla, y un platillo cocido a fuego lento. Esta visión única japonesa de la comida se refleja en la organización de los recetarios tradicionales japoneses. Los capítulos están organizados según las técnicas culinarias: comidas fritas, comidas al vapor, comidas a la parrilla, por ejemplo, y no conforme a ingredientes específicos (por ejemplo, pollo o res) como en los recetarios occidentales. También hay, usualmente, capítulos dedicados a las sopas, el sushi, el arroz, los tallarines y los dulces.

## Historia
El arroz es un producto esencial en la cocina japonesa. El trigo y la soya fueron introducidos antes que el arroz. Hoy en día los tres son comida esencial en la cocina japonesa. Al final del Periodo Kofun y comienzo del Periodo Asuka, el Budismo se convirtió en la religión oficial del país. Por lo que comer carne y pescado estaba prohibido. En 675 AC, el Emperador Tenmu prohibió comer caballos, perro, monos y pollos.
En el siglo 8 y 9, muchos emperadores continuaron la prohibición de matar diferentes tipos de animales. Durante el Periodo Asuka, los palillos fueron introducidos a Japón. Inicialmente, era usados solo por la nobleza. La población en general usaba sus manos, ya que los utensilios eran bastante costosos.
Las especias eran raras de encontrar en su tiempo. Especias como la pimienta y el ajo eran usado en pequeñas cantidades. En ausencia de carne, el pescado fue servido como la proteína principal, como Japón es una isla. El pescado ha influenciado a muchos platos japoneses icónicos hoy en día. En el siglo 9, el pescado asado y fileteado son populares. En la cocina tradicional japonesa, el aceite y la grasa son usualmente evitados en el proceso de cocinar, porque los japoneses fueron intentando mantener un estilo de vida saludable. 
Durante el siglo XV, el avance y desarrollo ayudó acortar la fermentación del sushi entre una y dos semanas. El sushi se convirtió en un bocadito popular y entrada principal, combinando pescado y arroz. Durante el tardío período Edo (a principios - siglo XIX), el sushi sin fermentación fue introducido. El sushi seguía siendo consumido con y sin fermentación hasta el siglo 19 cuando se invento el sushi enrollado a mano y tipo nigiri.
En 1854, Japón empezó a obtener nuevos acuerdos comerciales con países Occidentales cuando un nuevo orden japonés tomó vigencia (conocido como la Restauración Meiji). El emperador Meiji, el nuevo soberano, organizó una fiesta de Año Nuevo diseñado para abrazar el mundo occidental en 1872. La fiesta presentó comida que tuvo mucho énfasis europeo. Por primera vez en cien años, se levantó la prohibición de comer carne y a la población le era permitido consumir carne en público. Después de esta fiesta de Año Nuevo, la población en general de Japón empezó a consumir carne otra vez.
Después de la Segunda Guerra Mundial, se importó una gran cantidad de harina de trigo como suministro alimentario por los Estados Unidos.

## Disposición tradicional japonesa de la mesa
La disposición tradicional de la mesa en Japón ha variado considerablemente a través de los siglos, dependiendo del tipo de mesa común en determinada época. Antes del siglo XIX, se colocaban pequeñas mesas-caja (hakozen (箱膳?)) o bandejas planas en el suelo antes de cada comida. Mesas bajas más grandes (chabudai ( ちゃぶ台?) que daban cabida a familias enteras se fueron popularizando hacia el principio del siglo XX, pero estas dejaron vía libre casi totalmente a las mesas y sillas de estilo occidental hacia el final del siglo XX.
Las configuraciones tradicionales se basan en la fórmula ichijū-sansai. Típicamente se disponen cinco cuencos (chawan) y platos separados antes de la comida. Justo al lado del comensal están el cuenco de arroz a la izquierda y el cuenco de sopa a la derecha. Tras estos hay tres platos planos conteniendo las tres guarniciones, uno al fondo a la izquierda (en el que podría servirse pescado hervido), otro al fondo a la derecha (en el que podría servirse pescado a la plancha), y otro en el centro de la bandeja (en el que podrían servirse verduras hervidas). También se ofrecen frecuentemente vegetales en vinagre, para ser comidos al final de la comida, pero no se cuentan como parte de los tres platos de acompañamiento.
Los «palillos» (hashi), se colocan generalmente al frente de la bandeja junto al comensal, en un palillero, o hashioki (箸置き?), con los extremos afilados mirando a la izquierda.

## Platos para ocasiones especiales
En la tradición japonesa, algunos platos se encuentran estrechamente unidos a ciertas festividades o eventos. Las principales combinaciones de este tipo incluyen:
- Osechi - Año nuevo
- Chirashizushi, sopa ligera de migas y amazake
- Botamochi (pasta de azuki cubierta de masa de arroz) - equinoccio de primavera
- Chimaki (pastel de arroz dulce al vapor) - Tango no Sekku y el festival de Gion
- Hamo (un tipo de pescado) y somen - festival de Gion
- Sekihan, arroz cocinado con azuki - celebraciones en general
- Soba - Nochevieja

En algunas regiones, cada primero y decimoquinto día del mes, la gente come cierta mezcla de arroz y azuki (azuki meshi).

## Ingredientes esenciales en Japón
- Arroz glutinoso de grano medio o corto.
- Vegetales nira (puerro chino), espinacas, pepino, berenjena, gobó, rábano daikon, batata, renkon (raíz de loto), takenoko (brotes de bambú), negi (cebolla verde), fuki, moyashi, goya, retasu (lechuga), mitsuba[7] (perejil japonés).
  - Sansai.
  - Konnyaku (shirataki).
- Hongos (shiitake, matsutake, enokitake, nameko, shimeji).[8]
- Tsukemono (vegetales en vinagre).
- Marisco.
  - Algas (nori, konbu, wakame, hijiki, y otras).[9]
  - Marisco procesado (chikuwa, niboshi, sepia seca, kamaboko, satsuma age).
- Tallarines (udon, soba, sōmen, ramen, Hiyamugi).[10]
- Huevos (gallina, codorniz).
- Carnes (cerdo, vaca, pollo, cordero, caballo), a veces como carne picada.
- Legumbres (soja, azuki.
  - Eda-mame.
  - Miso
  - Salsa de soja.
  - Tofu (tofu, agedoufu).
  - Yuba.
- Fruta (caqui, pera nashi, mikan, ume, yuzu[11]).
- Frutos secos (castaña).
- Harina katakuriko, harina de kudzu, arroz molido, harina de soba, harina de trigo.

## Condimentos tradicionales japoneses esenciales
Por lo general no se considera posible cocinar auténtica comida japonesa sin shō-yu (salsa de soja), miso y dashi.
- Shō-yu (salsa de soja),[12] dashi, mirin, azúcar, vinagre de arroz, miso, sake.
- Konbu, katsuobushi, niboshi.
- Cebolla, ajo, puerro, cebollino, chalote —todos desaprobados por el budismo, pero populares en el Japón moderno—.
- Semillas de sésamo, aceite de sésamo, sal de sésamo (gomashio), furikake, nueces o cacahuetes como aliños.
- Wasabi (y wasabi de imitación hecho con daikon), mostaza, pimiento rojo, jengibre, hojas de shiso, sansho, cítricos.

## Comida y platos japoneses famosos

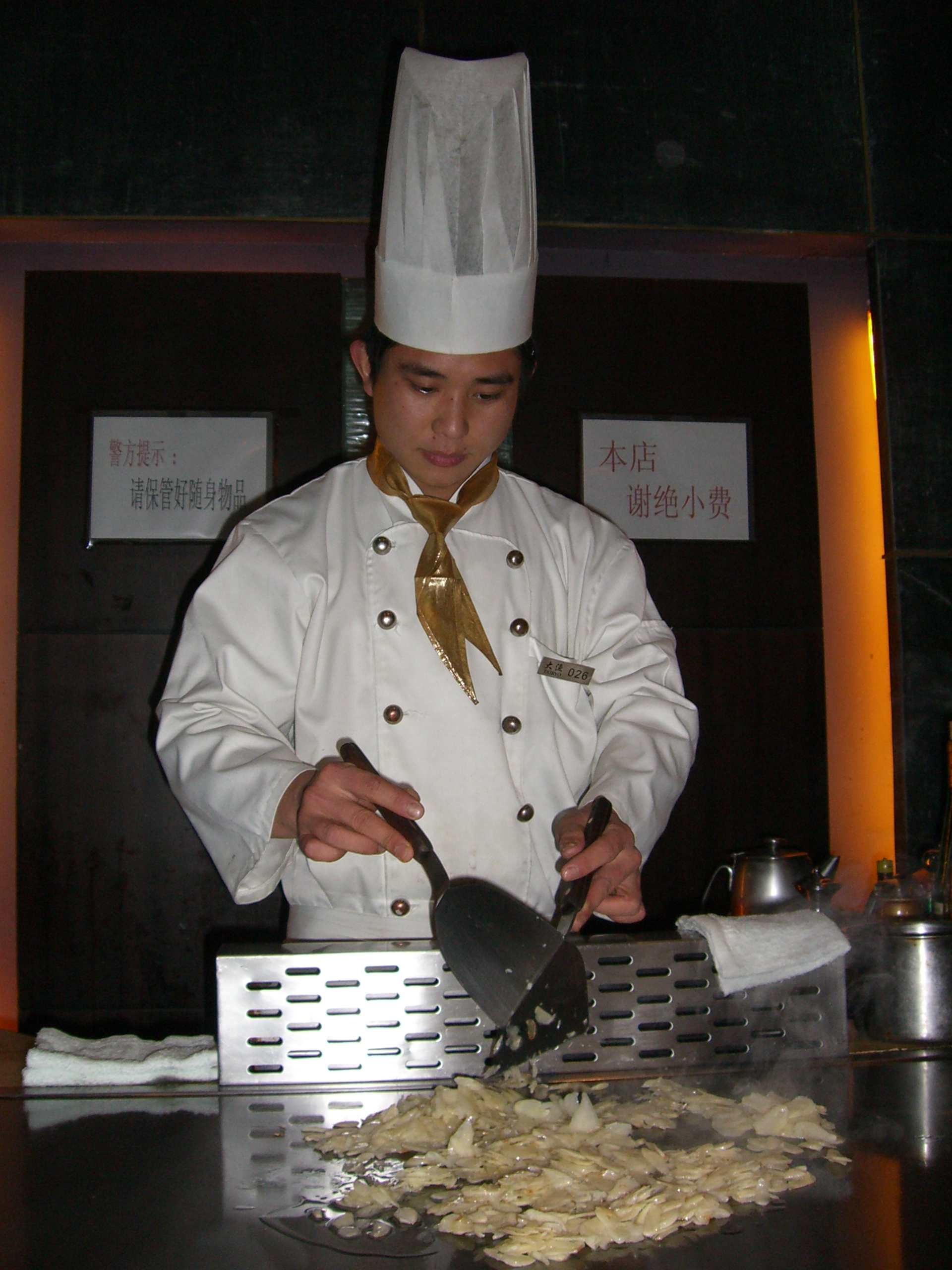
Cocinero japonés prepara la comida con planchas frente a los comensales.

Debajo están listado algunos de los estilos más comunes para preparar comida: 

### Yakimono

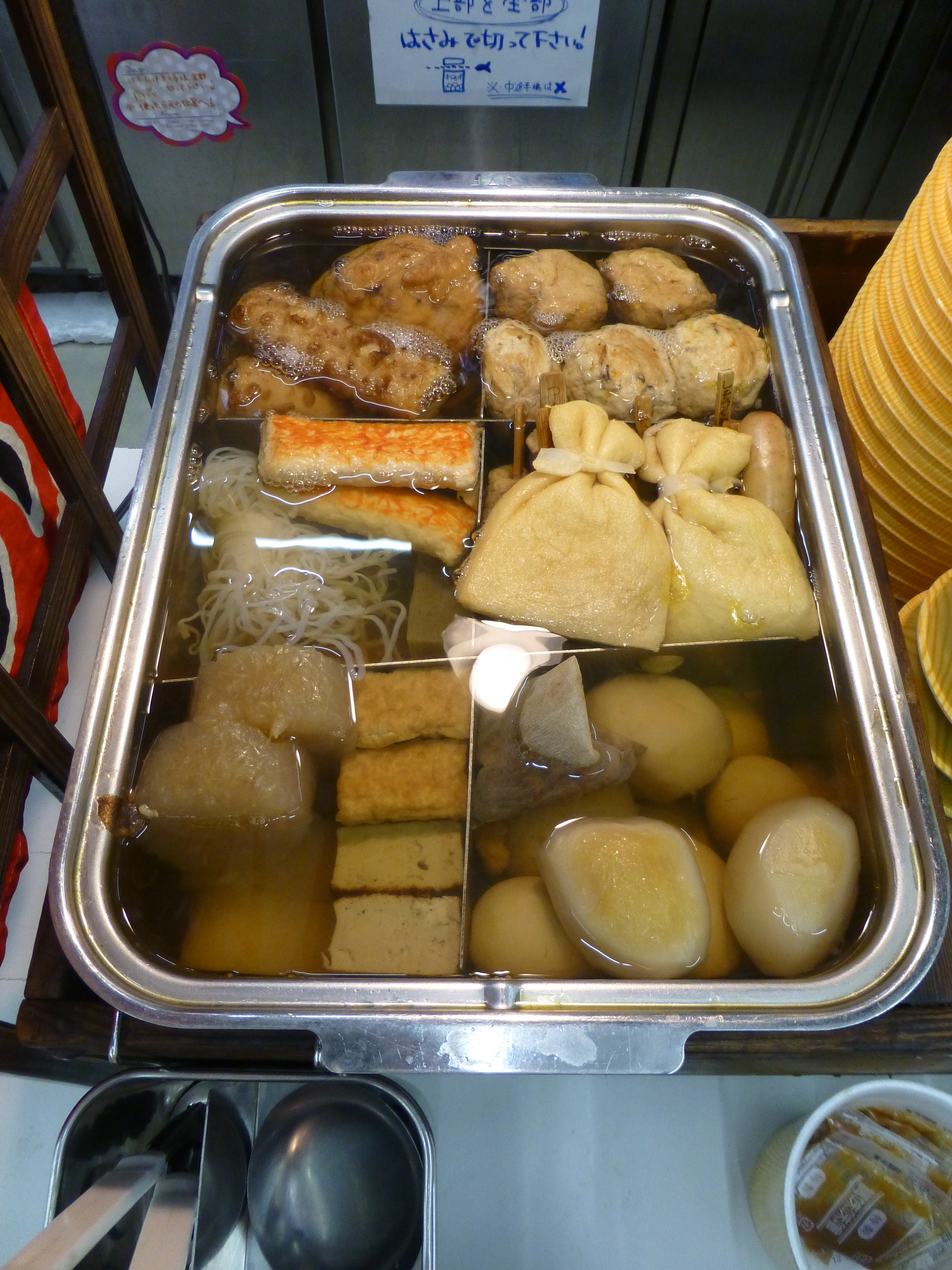
Oferta de fast food en un supermercado.

Yakimono (焼き物), son platos asados, a la parrilla o a la plancha. Como el Okonomiyaki, Yakitori, Yakiniku o el Teriyaki.
- Gyoza - empanadillas japonesas rellenas normalmente de cerdo y verduras. Originalmente de China
- Hamachi kama - mandíbula y pómulo de atún de cola amarilla a la plancha.
- Kushiyaki - brochetas de carne y verduras.
- Okonomiyaki - pizza/tortilla japonesa elaborada en la sartén o plancha con diversas coberturas de sabores.
- Omu-raisu - sándwich de arroz frito con sabor a ketchup y un fino revuelto de huevo (o una simple tortilla de huevo).
- Omu-soba - una tortilla con yakisoba de relleno.
- Takoyaki - Bolas de harina fritas con un trocito de pulpo en el interior. Son muy populares los puestos callejeros.
- Teriyaki - carne, pescado, pollo o vegetales a la plancha, a la parrilla o fritos en sartén glaseado con salsa de soja endulzada.
- Unagi, incluyendo kabayaki - anguila a la plancha.
- Yakisoba - tallarines fritos a la japonesa.

### Nimono
Nimono (煮物), son platos realizados a fuego lento, como estofados o comidas hervidas. Entre los más representativos Oden, Nikujaga o Kakuni.

### Agemono
Agemono (揚げ物), son platos fritos. Como el Tempura, Karaage o el Tonkatsu.
- Korokke (croqueta).
- Kushiage.
- Tempura - vegetales, mariscos o carne fritos. (Se puede hacer también un revuelto variado que recibe el nombre de kakiage).
- Tonkatsu - chuleta de cerdo empanada y frita (existe también la versión de pollo: katsu de pollo).

### Donburi
Un plato de arroz al vapor servido en cuenco con diversas coberturas.
- Katsudon - chuleta de cerdo empanada y frita (tonkatsudon), pollo (katsudon de pollo) o pescado (magurodon).
- Oyakodon - (padre e hijo) normalmente pollo y huevo, pero a veces también salmón y huevas de salmón.
- Gyūdon - vacuno con especias.

### Nabemono
Nabemono, al igual que el nimono son estofados, la única diferencia es que se preparan en la mesa, en una cazuela de arcilla japonesa que soporta altas temperaturas llamada nabe o donabe. Entre los platos más conocidos se tienen, Yosenabe, entre otros. 
- Sukiyaki - mezcla de tallarines, vacuno en finas lonchas, huevo y verduras hervidos en una salsa especial hecha de caldo de pescado, salsa de soja, azúcar y sake.
- Shabu-shabu - tallarines, verduras y camarones o delgadas lonchas de vacuno hervidos en caldo suave. Se mojan en salsa de soja o de sésamo antes de comerse.
- Motsunabe - intestino de vaca, hakusai (bok choi) y diferentes verduras cocinados en una sopa ligera como base.
- Kimuchinabe - parecido al motsunabe, excepto que la base es kimuchi, y que se usan lonchas finas de cerdo. El kimchi es un plato típico de Corea, pero también se ha hecho muy popular en Japón, particularmente en la isla de Kyūshū, que está situada cercana a Corea del Sur.

### Mushimono
Mushimono (蒸し物), son platos donde los ingredientes son hechos al vapor. En la actualidad, es poco frecuente ver este estilo de cocina, ya que la cocción tarda tiempo. El plato más conocido es el Chawan-mushi y el Odamaki-mushi. 

### Tsukemono
Tsukemono (漬け物), vegetales encurtidos/salados. Los encurtidos más típicos son de rábano, repollo y de pepino. Sin embargo, hay una ciruela encurtida muy popular llamada umeboshi.

### Menrui
Son platos realizados con una base de fideos.
- Soba - finos tallarines de alforfon tostado con varias coberturas, o en caldo caliente. (También se pueden comer en frío y mojándolos en salsa de soya-seiro soba).
- Ramen - tallarines amarillos finos servidos en caldo caliente con varias coberturas; siendo de origen chino, es algo popular y común en Japón.
- Udon - tallarines de trigo y patata gruesos servidos con varias coberturas en shoyu caliente y caldo dashi.
- Champon - tallarines amarillos de grosor medio servidos con una gran variedad de marisco y verduras en caldo caliente; creado en Nagasaki como comida barata para estudiantes.
- Sōmen.
- Okinawa soba - tallarines de harina de trigo habitualmente servidos con sōki, cerdo al vapor.

### Itamemono
Itamemono (炒め物), son platos salteados principalmente con verduras y vegetales o yasai itame. El plato más conocido es el Chanpuru, típico en Okinawa.

### Gohanmono
Son platos realizados con una base de arroz.
- Mochi - pastel de arroz.
- Ochazuke - té verde servido sobre arroz blanco.
- Onigiri - bolas de arroz japonesas.
- Sekihan - arroz rojo con judías azuki
- Kamameshi - arroz cubierto de verduras y pollo o marisco y luego horneado en cuencos individuales.
- Arroz kare - tras introducirlo desde reino Unido a finales del siglo XIX, se convirtió en producto de primera necesidad en Japón.
- Arroz hayashi - suele tomarse normalmente como acompañante de todas las comidas.

### Namamono
Namamono, son platos con ingredientes crudos. Lo más conocido es el Sashimi (刺⾝), que se acompaña con salsa de soja y wasabi. Normalmente es pescado, crustáceos o vaca.
- Fugu - pez globo, cuya hiel es muy venenosa y puede contaminar el resto de la carne si no se sabe abrir y preparar correctamente, una especialidad únicamente japonesa.
- Rebasashi - normalmente hígado de vaca.

### Suimono y shirumono
Suimono (吸い物) y shirumono (汁物), son para representar las sopas. El más popular es la sopa de miso o misojiru, también está el Dangojiru, con bolas de dango.
- Dangojiru - sopa hecha con fideos anchos y planos acompañados de algas, tofu, raíz de loto, o cualquier cantidad de otras verduras y raíces.
- Butajiru - similar a la Dangojiru, con el cerdo como principal ingrediente.
- Sopa de miso - sopa hecha con miso, dashi e ingredientes de temporada como pescado, kamaboko, cebolla, almejas, patatas, etc.
- Sumashijiru - una sopa ligera hecha con dashi y marisco.

### Sunomono
Sunomono (酢の物), son platos avinagrados o aliñados con vinagre. Lo más conocido es el pepino o el alga wakame aliñado con vinagre de arroz.

### Sushi
Sushi es arroz al vinagre acompañado o mezclado con diversos ingredientes frescos, normalmente pescado o marisco.
- Nigirizushi - sushi con los ingredientes sobre un bloque de arroz.
- Makizushi - se traduce por "rollos de sushi"; es el tipo en que el arroz y el marisco u otros ingredientes se colocan sobre un alga (nori) y se enrollan como cilindros sobre una esterilla de bambú para luego cortarlos en piezas más pequeñas.
- Temaki - básicamente lo mismo que makizushi, salvo que la nori se enrolla como un cono con los ingredientes colocados dentro.
- Chirashi - marisco fresco, verduras u otros ingredientes se colocan sobre arroz para sushi dentro de un cuenco o plato.

### Otros
- Tofu agedashi - cubos fritos de tofu suave servidos en caldo caliente.
- Bentō u obento - plato combinado servido en un cajón de madera.
- Hiyayakko - plato de tofu frío.
- Nattō - brotes de soja fermentados,[13] hiloso como queso fundido. Debido a su fuerte olor y a su textura resbaladiza no goza de fama entre los no japoneses. A menudo se come como desayuno. Típicamente popular en Kanto y algo menos en Kansai.
- Shiokara - vísceras saladas y fermentadas.

### Chinmi
Chinmi (珍味), delicateces o manjares.
- Uni - Erizos de mar salados.
- Karasumi.
- Konowata.

## Clasificación

### Osechi
Osechi ryori, comida para festivales y festividades de temporada, especialmente platos de Año Nuevo.  

### Honzen ryōri
Honzen ryōri, cocina en la que se coloca una comida para una persona sobre una mesa baja con patas y se combina con honzen, ninozen, sannozen, entre otros.

### Kaiseki
Kaiseki, cerradamente asociado con la ceremonia del té (chanoyu), es una forma alta de hospitalidad dentro de la cocina. El estilo es minimalista, ensalzando la estética del wabi-sabi.  
A veces otro elemento llamado shiizakana (強肴) es servido complementado con el sake, para invitados quienes son bebedores agravados.  

### Vegetariana
Una excepción es el Shojin-ryōri, platos vegetarianos desarrollados por monjes budistas. Fucha-ryōri fue introducida desde China por Obaku (una subsección de budismo Zen). Fue fundada por el Ingen. 

## Dulces
- Wagashi - Dulces de estilo japonés.
  - Amanattō.
  - Anmitsu - Postre tradicional japonés.
  - Anpan - Pan con judías dulces en el centro.
  - Dango - Dumpling de arroz.
  - Ginbou.
  - Hanabiramochi.
  - Higashi.
  - Hoshigaki - Caqui seco.
  - Imagawayaki - También conocido como 'Taikoyaki'; es un Taiyaki redondo con el mismo relleno.
  - Kakigōri - Hielo picado al que se le agrega sirope para darle sabor.
  - Kompeitō - Caramelo de azúcar cristalizado.
  - Manju - Arroz glutinoso cubriendo un centro judías dulces.
  - Matsunoyuki.
  - Melonpan - Pan crujiente grande y redondo con cierto parecido a un melón.
  - Mochi - Arroz dulce al vapor convertido en masa sólida.
  - Oshiruko - Sopa templada y dulce de judías rojas (an) con mochi (pastel de arroz).
  - Uirō - Pastel de harina de arroz al vapor.
  - Taiyaki - Pastel frito con forma de pez; normalmente se rellena con anko (pasta dulce de judías rojas - azuki).
- Dagashi - Simples dulces de estilo japonés.
  - Karumetou - Pastel de azúcar moreno. También se denomina karumeyaki.
  - Ramune - bebida gaseosa de diferentes sabores.
  - Sosu senbei - Delgadas obleas con salsa de soja.
  - Umaibou - Maíz inflado de diversos sabores.
- Yogashi - Dulces de estilo europeo.
  - Kasutera - "Castella" pastel esponjoso ibérico.
  - Mirucurepu - "Mille crepe" - crep en capas
- Otros snacks
  - Helado de azuki ice - Helado de vainilla con judías azuki dulces
  - Hello Panda.
  - Helado de matcha - helado de té verde molido.
  - Pocky.

## Bebidas típicas

### Té
El Té verde puede ser servido con la gran mayoría de los platos japoneses. Es producido en Japón y preparado en varias formas tal como matcha, el té usado en la ceremonia del té japonés.

### Bebidas sin alcohol
- Amazake.
- Genmaicha: té verde combinado con arroz marrón tostado.
- Hojicha: té verde tostado sobre carbón de leña.
- Kombucha (té): un té vertido con kombu dando un sabor rico en glutamato monosódico.
- Mugicha: té de cebada, se sirve frío en verano.
- Sencha: hojas de té tratadas con vapor, secas.
- Umecha: té con umeboshi, amargo y refrescante.

### Bebidas suaves
- Calpis.
- Pocari Sweat.
- Ramune.
- Oronamin C.
- Yakult.
- Qoo.

### Bebidas alcohólicas
- Awamori.
- Umeshu.

### Cerveza
La producción de cerveza comenzó en Japón en la década de 1860. Las cervezas mayormente consumidas en Japón son del tipo lager, con un volumen de alcohol alrededor de 5.0% ABV. También hacen bebidas con bajos niveles de malta llamado Happoshu (発 泡酒) o sin malta Happousei (発泡性, literalmente "efervescente”) han capturado gran parte del mercado ya que el impuesto es sustancialmente más bajo en estos productos.

### Sake
El Sake es una bebida de arroz que típicamente contiene entre 15-17% de alcohol y está hecho por fermentación múltiples del arroz.

### Shōchū
El Shōchū es una bebida espiritual destilada que típicamente es hecho de papa dulce.

## Comida importada o adaptada
Como la mayoría de países, Japón incorpora los platos favoritos de todo el mundo (mayoritariamente Asia, Europa, y también, pero no tanto, del continente americano). Las cocinas china, francesa, italiana y española son de particular interés para los japoneses. Muchos platos importados se adaptan al gusto japonés reduciendo la cantidad de especias o cambiando parte de la receta (el kimchi coreano, en origen fermentado, pasó a ser gambas menos fermentadas en vinagre). Otros cambios incluyen sustituir el ingrediente principal o añadir algún ingrediente que podría ser considerado tabú en su país de origen (como láminas de huevo cocido, maíz dulce, gambas, nori, o incluso mahonesa en vez de salsa de tomate en la pizza).
Algunos ejemplos de cocina adaptada son:
- Pizza con corazones de maíz, mahonesa, curry o salsa teriyaki.
- Spaghetti con salsas cremosas de gambas, langosta, cangrejo o erizo de mar, o salsas ligeras no cremosas con algas, o hechas con salsa de ketchup de tomate, cebolla laminada y pimiento verde (llamándose 'napolitana').
- Salchichas de pescado en vez de cerdo (por otro lado las salchichas de otro tipo de carne, como pollo, no están disponibles).
- La cocina china solo existente en Japón como el Eby chili (gambas en salsa picante con especias).
- Comida coreana a la barbacoa sin sabor que debe ser mojada en salsa antes de comerse para darle sabor.
- Naengmyun coreano con tallarines más gruesos y diferente caldo.

En Japón también se pueden encontrar cadenas de hamburgueserías de tipo McDonald's. Mos Burger es un serio competidor. Hay otros establecimientos de comida rápida con similar acogida. Incluyen tiendas de donuts y heladerías. La prefectura de Okinawa tiene incluso una cadena de restaurantes A&W (una franquicia estadounidense) en los que ofrecen su famosa cerveza de raíz (cerveza no alcohólica). 

### Washokuyyōshoku
Las gastronomías y comidas importadas de América y Europa se denominan yōshoku (洋食), forma corta de seiyōshoku (西洋食) literalmente cocina del oeste. La cocina japonesa se llama washoku (和食), y la china se conoce como chūkaryōri (中華料理), literalmente "receta china".
Cierto número de platos extranjeros han sido adaptados hasta tal grado que son considerados prácticamente japoneses, siendo parte integral de cualquier menú familiar en Japón. Aun así, estos aun son considerados yōshoku como si fuesen importados. Quizá el mejor ejemplo de esto sea el arroz al curry, importado en el siglo XIX a través del Reino Unido, y que aun guarda un ligero parecido con el plato hindú original. Los restaurantes que sirven este tipo de comida se llaman yōshokuya (洋食屋), literalmente "tienda de cocina occidental". De todas formas yōshoku se refiere básicamente a cocina extranjera de estilo japonés de origen incierto.

### Tempura
Uno de los platos importados más antiguos es la tempura; aunque se asume que sus raíces extranjeras son desconocidas para la mayoría de la gente, incluyendo muchos japoneses. Como tal, se considera washoku. La tempura llegó a Japón gracias a los navegantes portugueses en el siglo XVI como una técnica para cocinar pescado. Desde entonces, los japoneses han ampliado sus ingredientes hasta incluir casi todo tipo de marisco y verdura. Camarones, berenjena, calabaza y zanahorias son típicos ingredientes a día de hoy. Otras comidas consideradas washoku, como la tempura, son: anpan, ramen, y sōmen.

### Cocina de fusión
La cocina japonesa continua expandiéndose y adaptándose, ha creado cientos de recetas diferentes de manera significativa de aquella que fuese la original, pero manteniendo cierto "aire" con sus orígenes. Por ejemplo, el "curry" de la India, importado del Reino Unido, se ha fusionado con variedad de comidas para crear nuevas recetas. Curry hecho con dashi de pescado se vierte sobre udon, creando el kare udon. Usado para rellenar bollos para luego freirlos en aceite se crea el karē pan, (literalmente "pan de curry"). Según ciertos grupos de consumidores de curry en Japón, la manera correcta de comer arroz al curry es poniendo salsa de soja sobre el curry y comerlo con vegetales en vinagreta llamados fukujinzuke.[cita requerida] Otras recetas son tan exóticas que son consideradas localismos gastronómicos. En Nagoya, un plato de spaghetti matcha dulces con crema fresca, mermelada de judías, helado, y frutas se sirve de postre en los restaurantes.[cita requerida]

## Influencia japonesa en otras gastronomías

### Estados Unidos
Se dice que el teppanyaki es una invención estadounidense, así como el California roll, y mientras el primero ha sido bien recibido en Japón, el otro no, e incluso peor, no es considerado como sushi por los japoneses. En cualquier caso gracias a ciertas modas recientes en la cultura estadounidense como Iron Chef y los restaurantes Benihana, la gastronomía japonesa se fusiona lentamente con la vida estadounidense. La comida japonesa, tildada de exótica en Occidente hasta los años 70, es ahora bastante común en la zona continental de Estados Unidos, e incluso se ha integrado completamente en la cocina de Hawái.